# 서울 성북동 한국순교복자성직수도회 구 본원
서울 성북동 한국순교복자성직수도회 구 본원은 대한민국 서울특별시 성북구에 있는 건축물이다. 2015년 12월 16일 대한민국의 국가등록문화재 제655호로 지정되었다.

## 개요
한국 카톨릭 최초로 한국인만을 위해 결성된 남자수도회로 1953년에 설립된 한국순교복자성직자 수도회의 본원 건물이었고 한국인 신부에 의해 설계되었다는 역사적, 종교적 가치를 지닌다.

## 참고 자료
- 서울 성북동 한국순교복자성직수도회 구 본원 - 국가유산청 국가유산포털